# Robert Huber (sportiv)
Robert Huber (n. 30 martie 1878, Helsingfors, Imperiul Rus – d. 25 noiembrie 1946, Helsingfors, Finlanda) a fost un trăgător de tir ce a reprezentat Finlanda, medaliat olimpic. A participat la 2 ediții ale Jocurilor Olimpice (1912, 1924) în care a câștigat o medalie de bronz.